# Уэлш (тауншип, Миннесота)
Уэлш (англ. Welch) — тауншип в округе Гудхью, Миннесота, США. На 2000 год его население составило 697 человек.

## География
По данным Бюро переписи населения США площадь тауншипа составляет 110,7 км², из которых 101,8 км² занимает суша, а 8,9 км² — вода (8,03 %).

## Демография
По данным переписи населения 2000 года здесь находились 697 человек, 249 домохозяйств и 192 семьи.  Плотность населения —  6,8 чел./км².  На территории тауншипа расположена 261 постройка со средней плотностью 2,6 построек на один квадратный километр. Расовый состав населения: 97,99 % белых, 0,14 % афроамериканцев, 1,29 % коренных американцев, 0,14 % азиатов и 0,43 % приходится на две или более других рас. Испанцы или латиноамериканцы любой расы составляли 0,57 % от популяции тауншипа.
Из 249 домохозяйств в 34,5 % воспитывались дети до 18 лет, в 69,5 % проживали супружеские пары, в 4,0 % проживали незамужние женщины и в 22,5 % домохозяйств проживали несемейные люди. 17,7 % домохозяйств состояли из одного человека, при том 4,4 % из — одиноких пожилых людей старше 65 лет. Средний размер домохозяйства — 2,79, а семьи — 3,13 человека.
24,5 % населения младше 18 лет, 9,5 % в возрасте от 18 до 24 лет, 29,6 % от 25 до 44, 26,8 % от 45 до 64 и 9,6 % старше 65 лет. Средний возраст — 39 лет. На каждые 100 женщин приходилось 113,1 мужчин.  На каждые 100 женщин старше 18 приходилось 115,6 мужчин.
Средний годовой доход домохозяйства составлял 60 536 долларов, а средний годовой доход семьи —  61 406 долларов. Средний доход мужчин —  38 409  долларов, в то время как у женщин — 25 156. Доход на душу населения составил 23 023 доллара. За чертой бедности находились 4,6 % семей и 5,6 % всего населения тауншипа, из которых 6,6 % младше 18 и 9,2 % старше 65 лет.